# Evangelische Kirche (Urspringen)

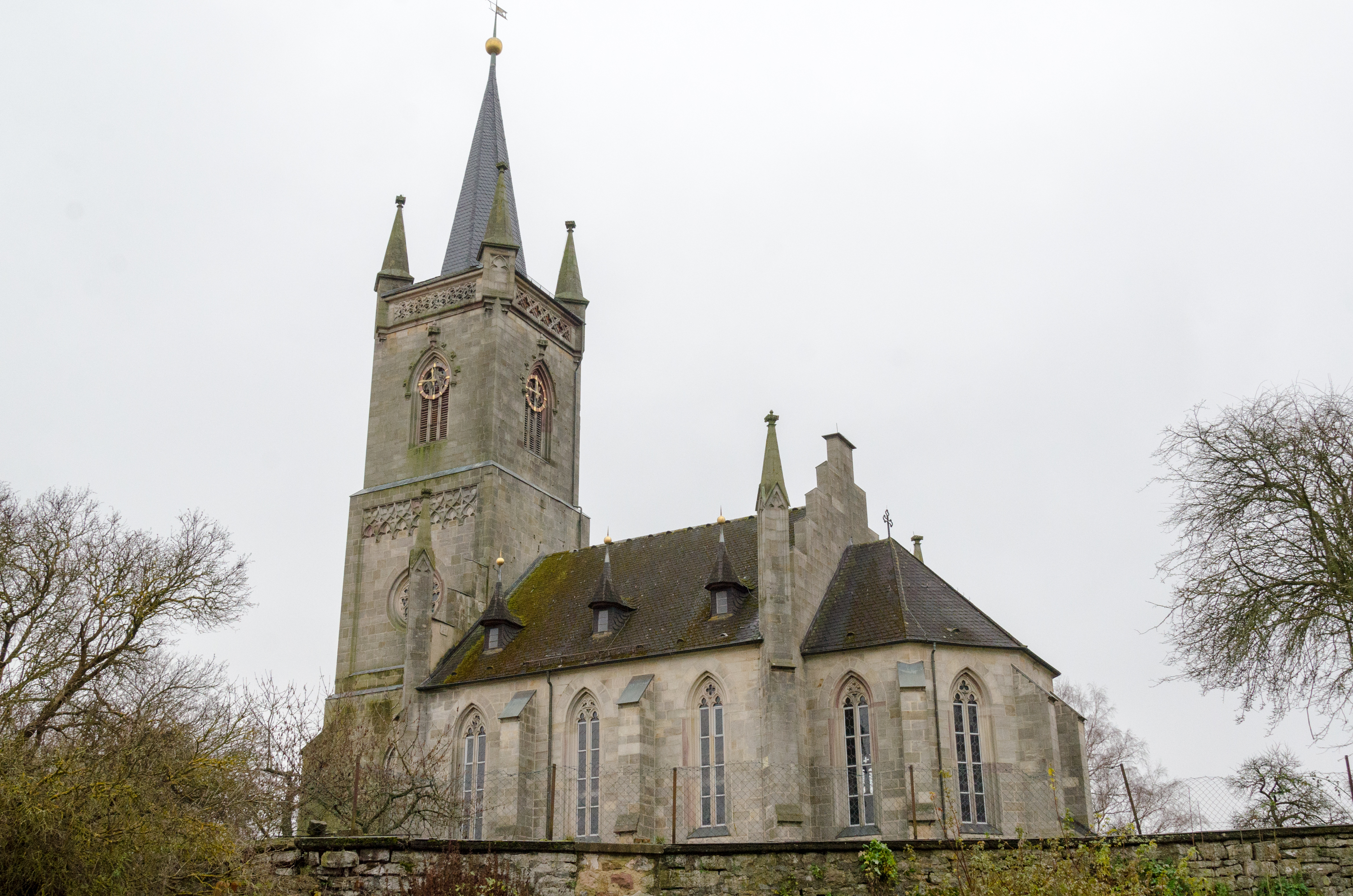
Evangelische Kirche (Urspringen)

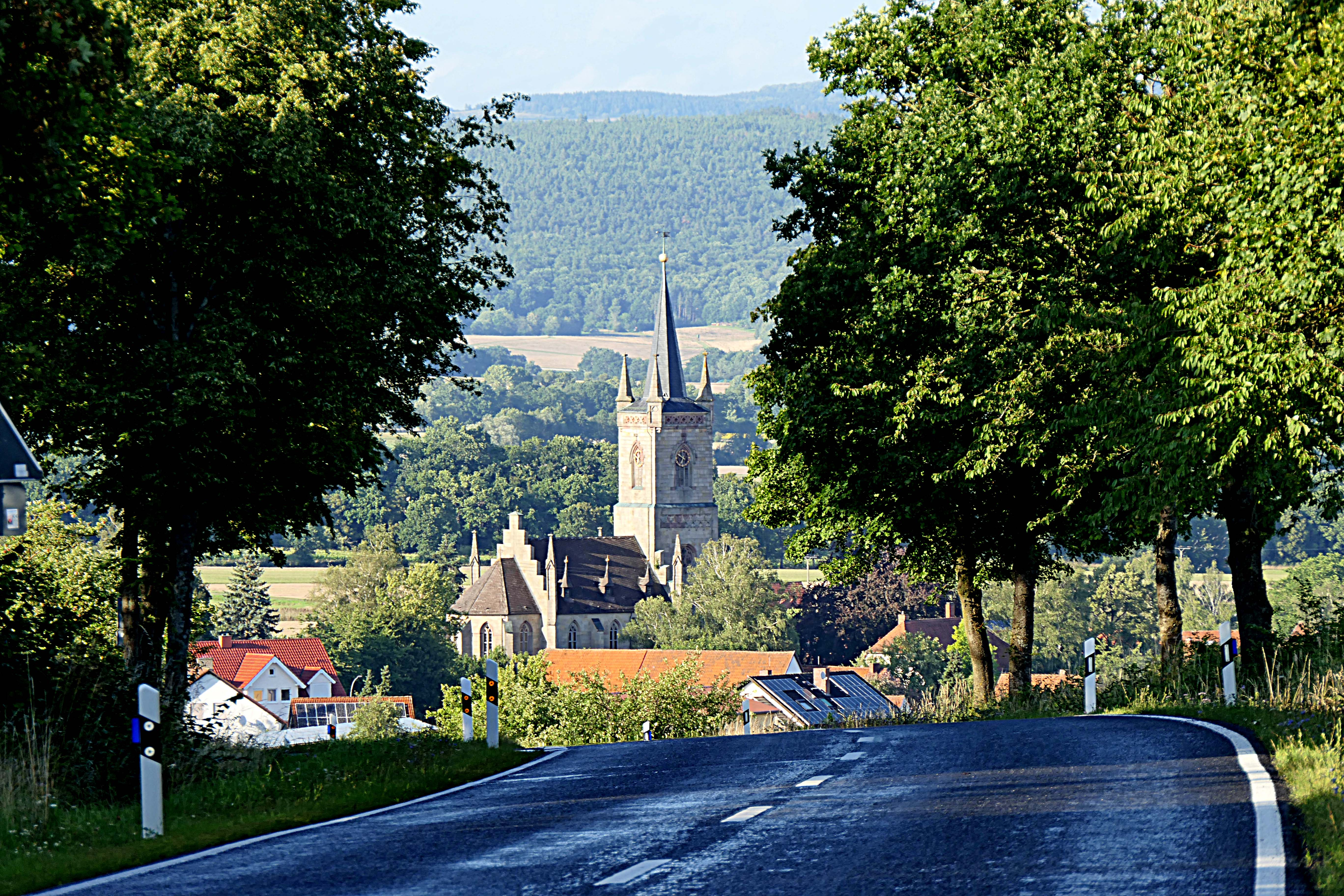
Urspringen mit evang. Pfarrkirche von Südwesten

Die evangelisch-lutherische Pfarrkirche steht in Urspringen, einem Gemeindeteil der Stadt Ostheim vor der Rhön im unterfränkischen Landkreis Rhön-Grabfeld in Bayern. Das denkmalgeschützte Bauwerk entstand Mitte des 19. Jahrhunderts nach Plänen von August Wilhelm Döbner. Die Pfarrei gehört zum Dekanat Bad Neustadt an der Saale im Kirchenkreis Ansbach-Würzburg der Evangelisch-Lutherischen Kirche in Bayern.

## Beschreibung
Die neugotische Hallenkirche wurde 1842 aus Quadermauerwerk erbaut. Sie besteht aus einem Langhaus aus drei Kirchenschiffen, einem eingezogenen, dreiseitig geschlossenen Chor im Westen und einen Fassadenturm im Osten, deren Wände von Strebepfeilern gestützt werden. Zwischen dem Langhaus und dem Chor erhebt sich ein Staffelgiebel. Auf dem Satteldach des Langhauses befinden sich Dachgauben. Der dreigeschossige Fassadenturm ist bedeckt mit einem achtseitigen, schiefergedeckten, spitzem Helm, der sich zwischen Scharwachttürmen an den Ecken erhebt.
Die 1846 von Friedrich Wilhelm Holland gebaute Orgel hat 30 Register, 3 Manuale und ein Pedal.